# Heinrich Krauer

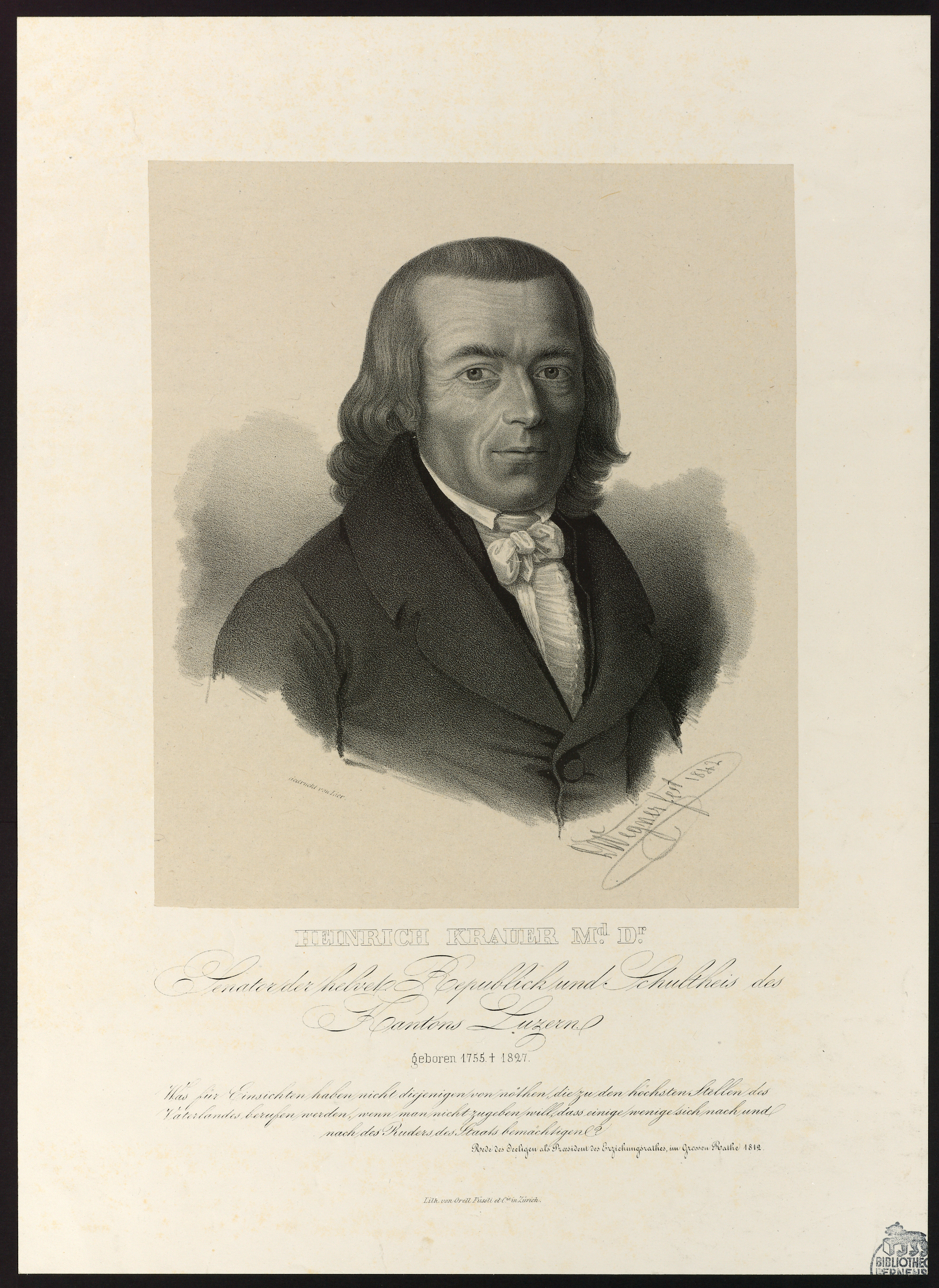
Heinrich Krauer (1842), Lithografie von Ludwig Wegner (1816–1864)

Heinrich Krauer (* 7. Januar 1755 in Neuenkirch; † 25. Januar 1827 in Rothenburg) war ein Schweizer Mediziner und Staatsmann.

## Leben

### Ausbildung und Arztberuf
Krauer stammte aus einer einfachen Landwirtsfamilie. Er besuchte das Jesuitengymnasium in Luzern und studierte anschliessend fünf Jahre an der Philosophisch-Theologischen Fakultät Luzern. Er bekam von der dortigen Regierung ein Stipendium zugesprochen und konnte ein Medizinstudium aufnehmen. Dieses absolvierte er an den Universitäten von Pavia und Heidelberg. Er unternahm Forschungsreisen nach England, Frankreich und Italien und schloss danach sein Studium als Dr. med. ab.
Nachdem der Versuch, eine Professur der Philosophie am Jesuitengymnasium in Luzern zu erlangen, aufgrund seines weltlichen Standes fehlgeschlagen war, begann Krauer als Arzt zu praktizieren. Er praktizierte ab 1790 als beliebter Badearzt in Bad Knutwil sowie in Kriens und in Rothenburg. Von 1798 bis 1814 widmete er sich vollständig der politischen Karriere und von 1819 an, bis zu seinem Tod, war er Bezirksarzt des Gerichtskreises Rothenburg.

### Politische Karriere
1798 trat Krauer als Deputierter bei den Friedensverhandlungen mit Frankreich das erste Mal politisch in Erscheinung. Ausserdem war er von 1798 bis 1800 Mitglied des Senates der Helvetischen Republik sowie Ende 1802 Consultadelegierter. In den darauffolgenden Jahren, von 1803 bis 1814, hatte er im Gross- und im Kleinrat des Kantons Luzern einen Sitz inne. Er gehörte zur Fraktion der Unitarier.
In der Zeit von 1805 bis 1814 hatte Krauer abwechselnd verschiedene Ämter inne. So war er in dieser Zeit in Luzern Schultheiss, Präsident des Appellationsgerichtes sowie Erziehungsrat. Ausserdem bekleidete er weitere Ämter. In der Zeit der Mediation von 1803 bis 1813 war er Mitglied der Diplomatischen Kammer und zu Beginn von 1803 bis 1805 zudem Mitglied der Militärkammer. Nachdem 1814 die Mediationsregierung abgesetzt worden war, wurde ihm eine Pension aus geheimen Geldern angeboten, die er nicht annahm.
Krauer kehrte nach einigen Jahren der Pause von der Politik 1819 zurück auf die politische Bühne. Von 1819 an war er Mitglied der Sanitätskommission und des Sanitätskollegiums, und von 1820 an war er wieder Grossrat und wurde als Gesandter oder Gesandtschaftsrat zu verschiedenen Tagsatzungen delegiert.
Von Bedeutung ist sein Wirken auch aufgrund des zusammen mit Johann Melchior Kubli vorgelegten Verfassungsentwurfes, der als der Verfassungsentwurf vom 5. Heumonat in die Geschichte einging. Einige Ideen aus diesem Verfassungsentwurf flossen in die Schweizerische Bundesverfassung von 1848 mit ein.